# Jožef Zupan
Jožef Zupan, slovenski rimskokatoliški duhovnik in nabožni pisatelj, * 12. marec 1811, Kropa, † 29. avgust 1886, Ljubljana.

## Življenje in delo
Rodil se je očetu Jožefu st. in materi Elizabeti (rojena Mertlin).
Zupana so po končani normalki v Celovcu (1821-1824) poslali v ljubljansko semenišče, kjer je obiskoval gimnazijo (1824-1829), filozofijo (1830–1832) ter od 1832–1836 študiral teologijo in bil 1836 posvečen v duhovnika. Kaplan je bil v Stari Cerkvi na Kočevskem, Tržiču, od 1838 v Ljubljani pri sv. Jakobu, hkrati tudi nemški pridigar, 1840–1842 v Šentvidu pri Ljubljani in 1842–1853 v ljubljanski stolnici. Leta 1853 je postal kanonik, 1855 stolni župnik, 1870 stolni dekan in 1876 stolni prošt. Za 400-letnico ljubljanske škofije je 1859/1860 temeljito prenovil stolnico, kar je popisal v rokopisu Vormerk-Buch. Kot stolni prošt je po arhivskih virih razložil del zgodovine ljubljanske škofije v polemični knjigi Das Verhältnis d. Domprobstei Laibach zur Probstei-Stadtpfarre Radmannsdorf in Oberkrain izdano v samozaložbi (1884). Založil je slovenski prevod nabožnih knjig škofa J. Zwergerja: Sveto leto 1875 (dve razl. izdaji) ter Nar lepši čednost in nar gerši pregreha (1879).
V liberalni ljubljanski javnosti je odmevala Zupanova pridiga 25. marca 1868 v zvezi s spremembo konkordata 1867 Predigt am Feste d. Verkündigung. S prodajo te knjižice je pomagal cerkvi v rojstni Kropi.